# Oencia
Oencia és un municipi de la província de Lleó a la comunitat autònoma de Castella i Lleó. Forma part de la comarca d'El Bierzo i és un dels municipis en els quals es parla gallec.

## Demografia
| 1991 | 1996 | 2001 | 2004 |
| ---- | ---- | ---- | ---- |
| 551  | 557  | 457  | 531  |

## Administració
L'alcalde del municipi és José Estanga Rebollal, conegut com l'alcalde rocker